# Juan de Tovar
Juan de Tovar  (geboren 1543; gestorben 1623) war ein indigener Jesuit aus Neuspanien, der für sein Geschichtswerk über die Azteken bekannt ist.

## Relación del origen de los Yndios
In seinem Relación del origen de los Yndios, que havitan en esta Nueva España segun sus historias, tratado de los ritos y ceremonias y dioses que en su gentilidad usavan los Indios de esta Neuva España  (bzw. Relacion del origen de los Yndios / que havitan en esta / Nueva Espana / segun sus / Historiae / Bericht über die Herkunft der Indianer, die dieses Neuspanien bewohnen, nach ihrer Geschichte) schrieb er eine Geschichte der Azteken (und ihrer Zeremonien, Herrscherlinien und auch über die angebeteten Götter) und betrachtete den Zusammenstoß mit den spanischen Eroberern kritisch. 
Der Jesuit José de Acosta entnahm in seiner Historia natural y moral de las Indias viele Informationen aus den Werken von Juan de Tovar.
Das Werk Juan de Tovars fand unter anderem Aufnahme in der UNESCO-Sammlung repräsentativer Werke (Iberoamerikanische Reihe).